# Zitha subustalis
Zitha subustalis är en fjärilsart som beskrevs av Lederer 1855. Zitha subustalis ingår i släktet Zitha och familjen mott. Inga underarter finns listade i Catalogue of Life.